# ÖFB-Cup 1960-1961
La ÖFB-Cup 1960-1961 è stata la 27ª edizione della coppa nazionale di calcio austriaca.

## Ottavi di finale
| Squadra 1        | Risultato       | Squadra 2          |
| ---------------- | --------------- | ------------------ |
| 18 febbraio 1961 |                 |                    |
| Admira Vienna    | 2 - 0 (dts)     | Simmering          |
| 19 febbraio 1961 |                 |                    |
| Wr. Neustädter   | 1 - 3           | First Vienna       |
| Schwechat        | 3 - 2 (dts)     | Austria Vienna     |
| Grazer AK        | 3 - 2           | Austria Salisburgo |
| Rapid Vienna     | 7 - 2           | Bischofshofen      |
| VÖEST Linz       | 0 - 1           | Wacker Wien        |
| ÖMV Stadlau      | 3 - 1           | Austria Graz       |
| 19 aprile 1961   |                 |                    |
| Salzburger AK    | n.gesp. - (dts) | Wiener AC          |

## Quarti di finale
| Squadra 1      | Risultato   | Squadra 2    |
| -------------- | ----------- | ------------ |
| 10 maggio 1961 |             |              |
| Grazer AK      | 4 - 2       | ÖMV Stadlau  |
| 11 maggio 1961 |             |              |
| Admira Vienna  | 2 - 0       | Schwechat    |
| Rapid Vienna   | 2 - 1       | Wiener AC    |
| First Vienna   | 4 - 4 (dts) | Wacker Wien  |
| 31 maggio 1961 |             |              |
| Wacker         | 0 - 9       | First Vienna |

## Semifinale
| Squadra 1      | Risultato   | Squadra 2    |
| -------------- | ----------- | ------------ |
| 1º giugno 1961 |             |              |
| Rapid Vienna   | 3 - 1       | First Vienna |
| 14 giugno 1961 |             |              |
| First Vienna   | 4 - 3 (dts) | Grazer AK    |

## Finale
| Squadra 1      | Risultato | Squadra 2    |
| -------------- | --------- | ------------ |
| 22 giugno 1961 |           |              |
| Rapid Vienna   | 3 - 1     | First Vienna |